# Aralia verticillata
Aralia verticillata là một loài thực vật có hoa trong Họ Cuồng. Loài này được (Dunn) J.Wen mô tả khoa học đầu tiên năm 1993.